# Стажиньский, Филип
Филип Стажиньский (пол. Filip Starzyński; 27 мая 1991, Щецин, Польша) — польский футболист, полузащитник, выступающий за клуб «Локерен» и сборную Польши. Участник чемпионата Европы 2016 года.

## Клубная карьера

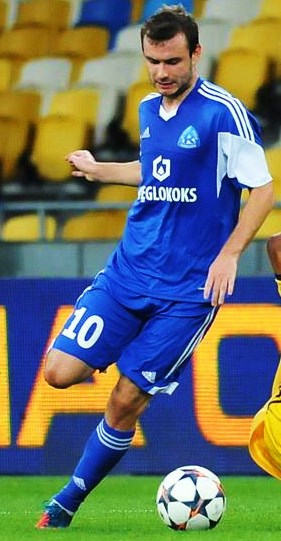
Стажиньский в составе «Руха»

Стажиньский — воспитанник хожувского клуба «Рух». 24 февраля в матче против «Леха» он дебютировал в чемпионате Польше. 16 марта 2013 года в поединке против Короны Филип забил свой первый гол за Рух. В следующих двух сезонах Стажиньский становился одним из лучших бомбардиров команды. Летом 2015 года, после окончания контракта он подписал соглашение с бельгийским «Локереном». 25 июля в матче против «Зюлте-Варегем» Филип дебютировал в Жюпиле лиге.
В начале 2016 года для получения игровой практики он на правах аренды вернулся на родину в люблинский «Заглембе». 12 февраля в матче против своего родного клуба «Рух» он Стажиньский дебютировал за новую команду. 26 февраля в поединке против «Краковии» Филип забил свой первый гол за «Заглембе».

## Международная карьера
7 сентября 2014 года в отборочном матче чемпионата Европы 2016 против сборной Гибралтара Стажиньский дебютировал за сборную Польши. 26 марта 2016 года в товарищеском матче против сборной Финлнядии он забил свой первый гол за национальную команду.
Летом 2016 года в составе сборной Филип принял участие в чемпионате Европы во Франции. На турнире он сыграл в матче против сборной Украины.

### Голы за сборную Польши
| #   | Дата          | Место                              | Противник | Счёт | Результат | Соревнование      |
| --- | ------------- | ---------------------------------- | --------- | ---- | --------- | ----------------- |
| 01. | 26 марта 2016 | Городской стадион, Вроцлав, Польша | Финляндия | 3:0  | 5:0       | Товарищеский матч |